# آمبر استیونز
آمبر استیونز (انگلیسی: Amber Stevens؛ زادهٔ ۷ اکتبر ۱۹۸۶) یک هنرپیشه اهل ایالات متحده آمریکا است. وی از سال ۲۰۰۵ میلادی تاکنون مشغول فعالیت بوده‌است.